# Kloster Zella

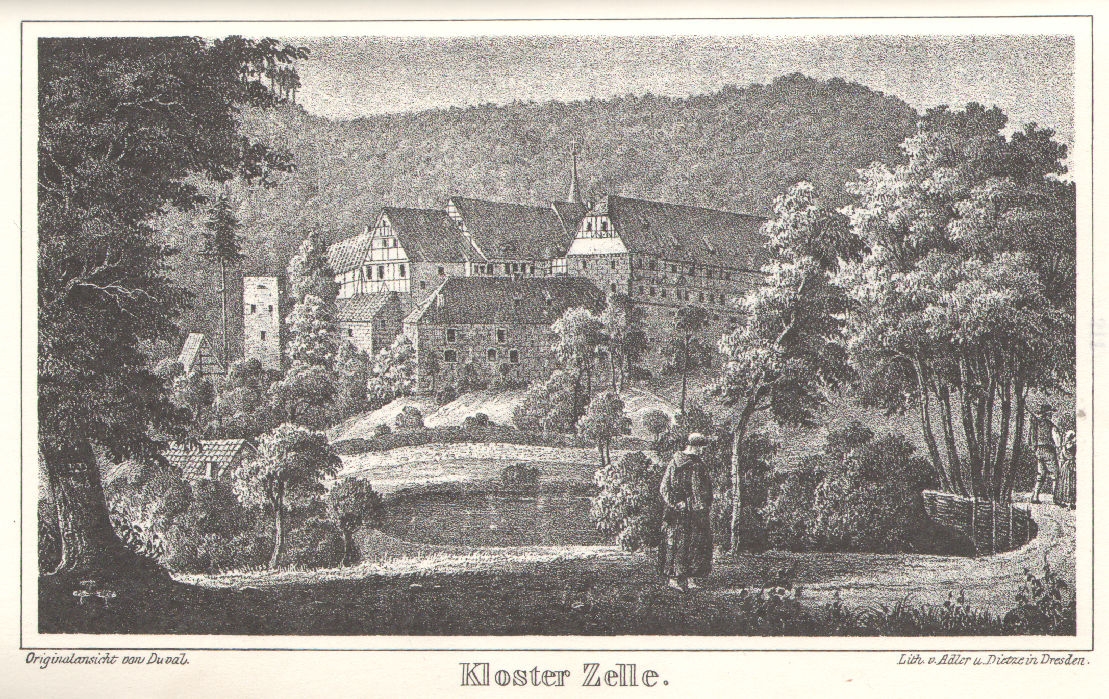
Kloster Zella (um 1840)

Kloster Zella (auch Kloster Friedenspring) ist eine ehemalige Benediktinerinnen-Abtei zwischen Lengenfeld unterm Stein und Struth in der heutigen Stadt Dingelstädt im südlichen Eichsfeld. Seit 1948 wird dort ein evangelisches Alten- und Pflegeheim betrieben. Zum Klosterbesitz gehörte auch der 500 Meter nördlich gelegene und bis in die Mitte des 19. Jahrhunderts von der katholischen Bevölkerung genutzte Wallfahrtsort Annaberg.

## Geschichte

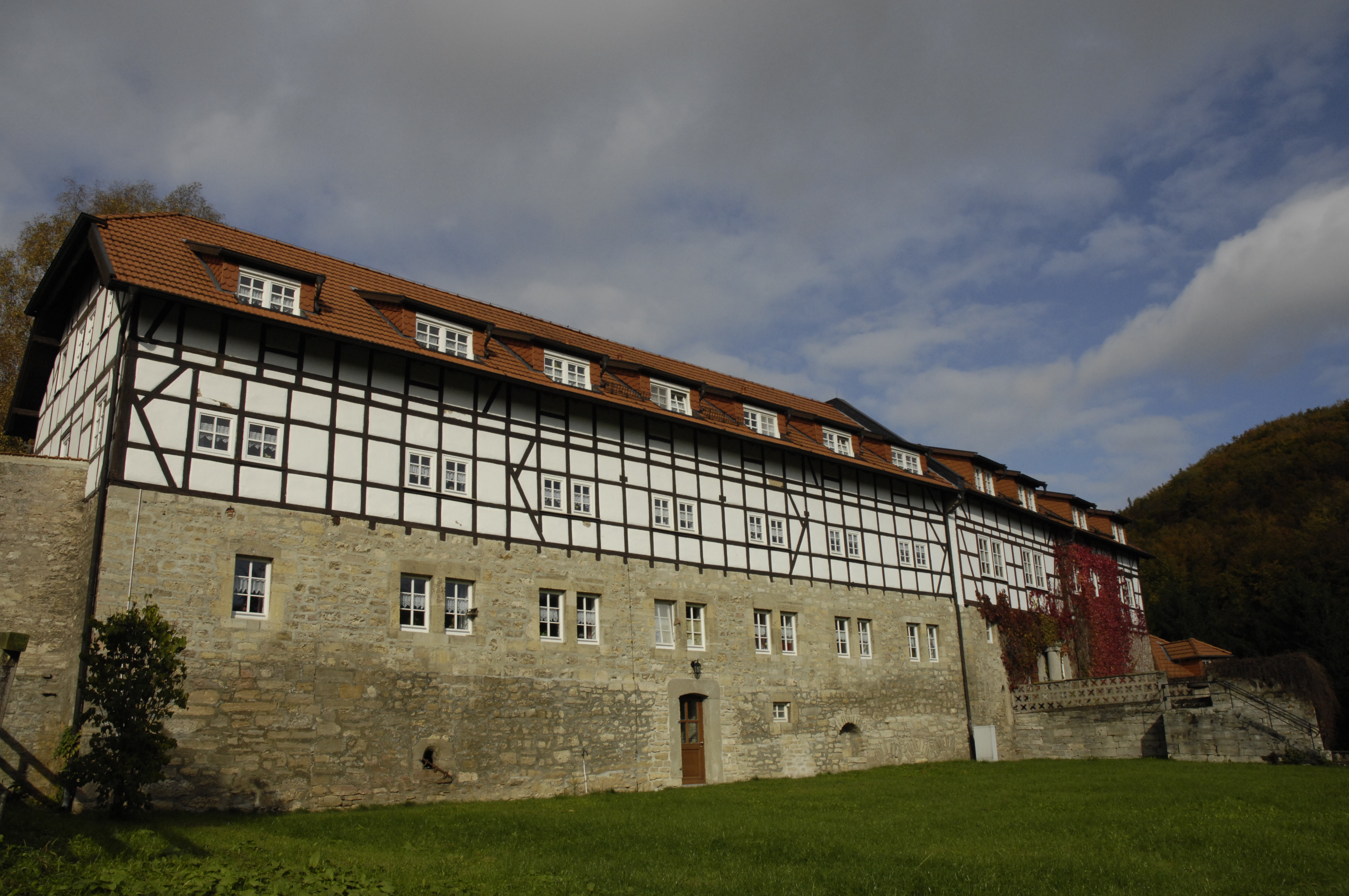
Kloster Zella, Außenansicht

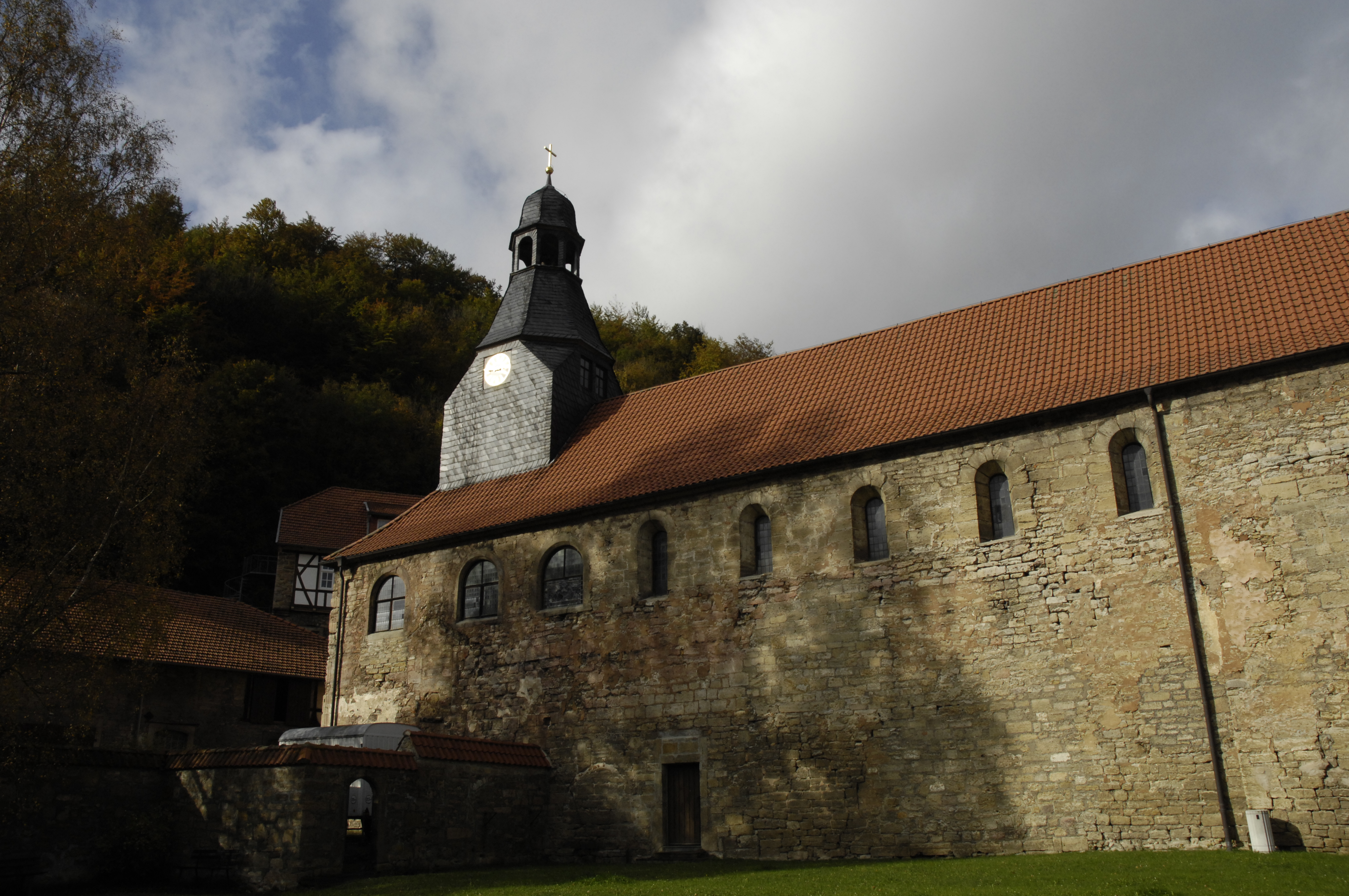
Kloster Zella, romanische Klosterkirche St. Nikolaus

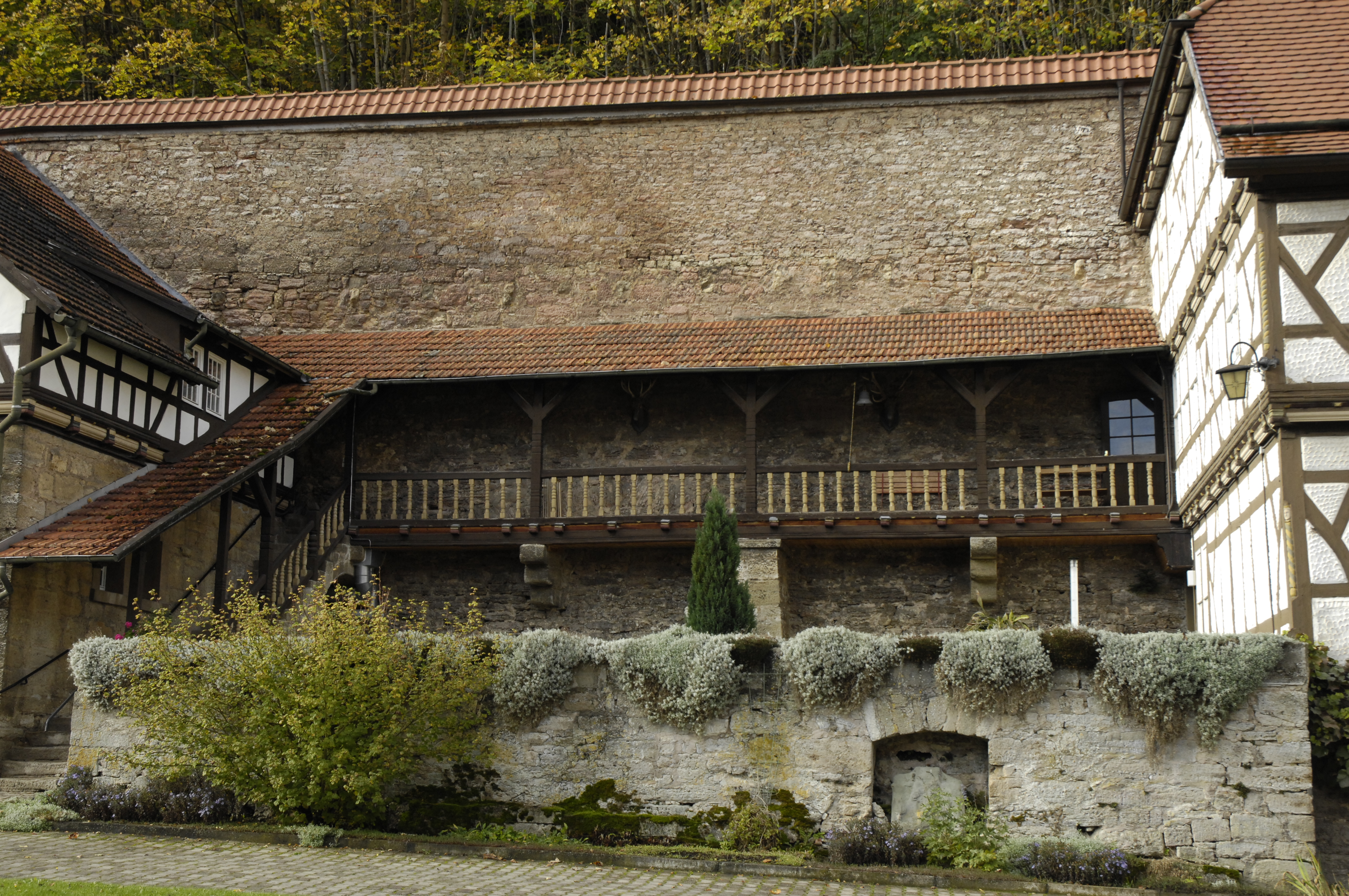
Kloster Zella, Übergang zum Kückenhaus

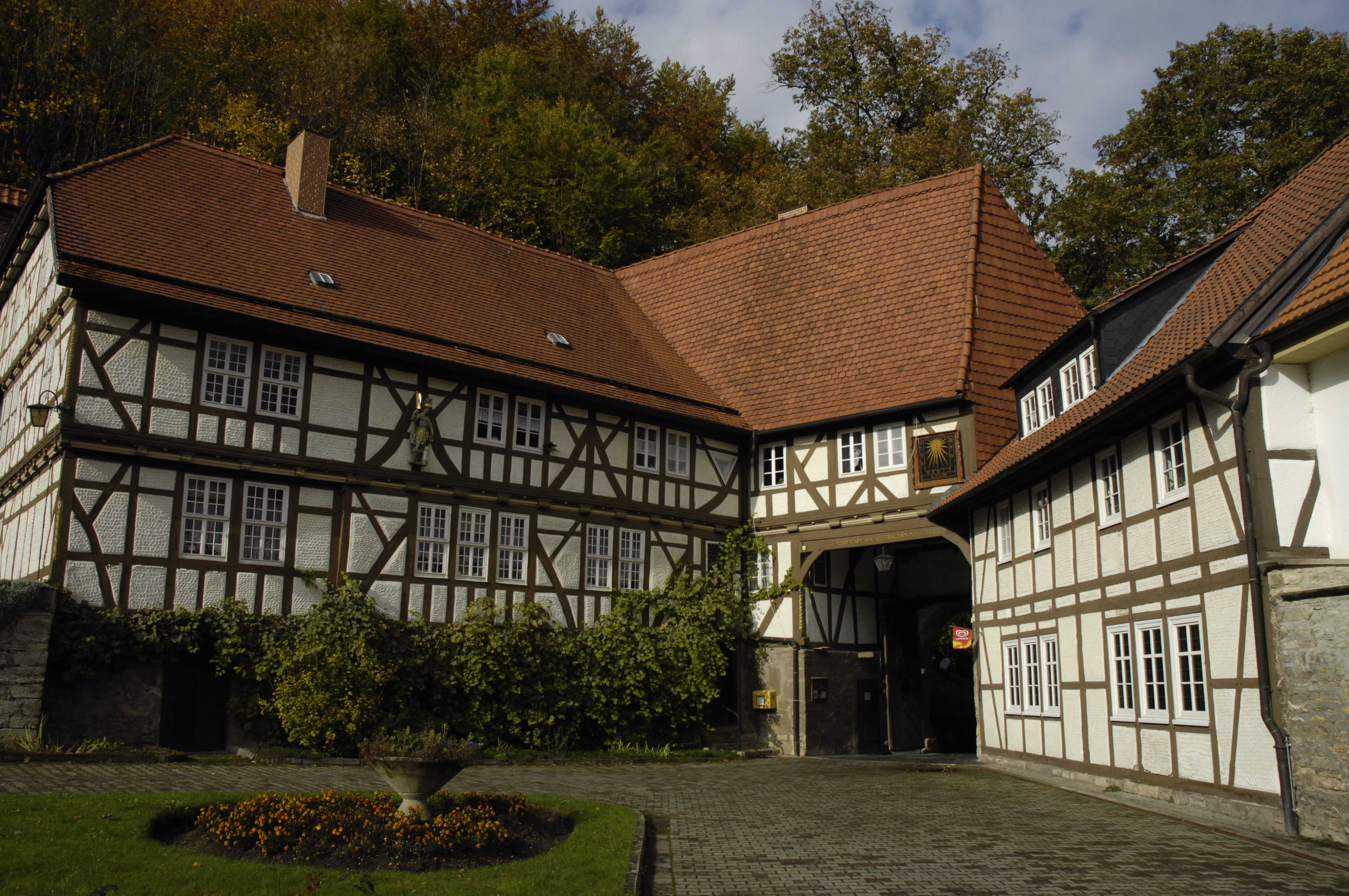
Kloster Zella, Torhaus und Verwaltung, rechts die Klosterschänke

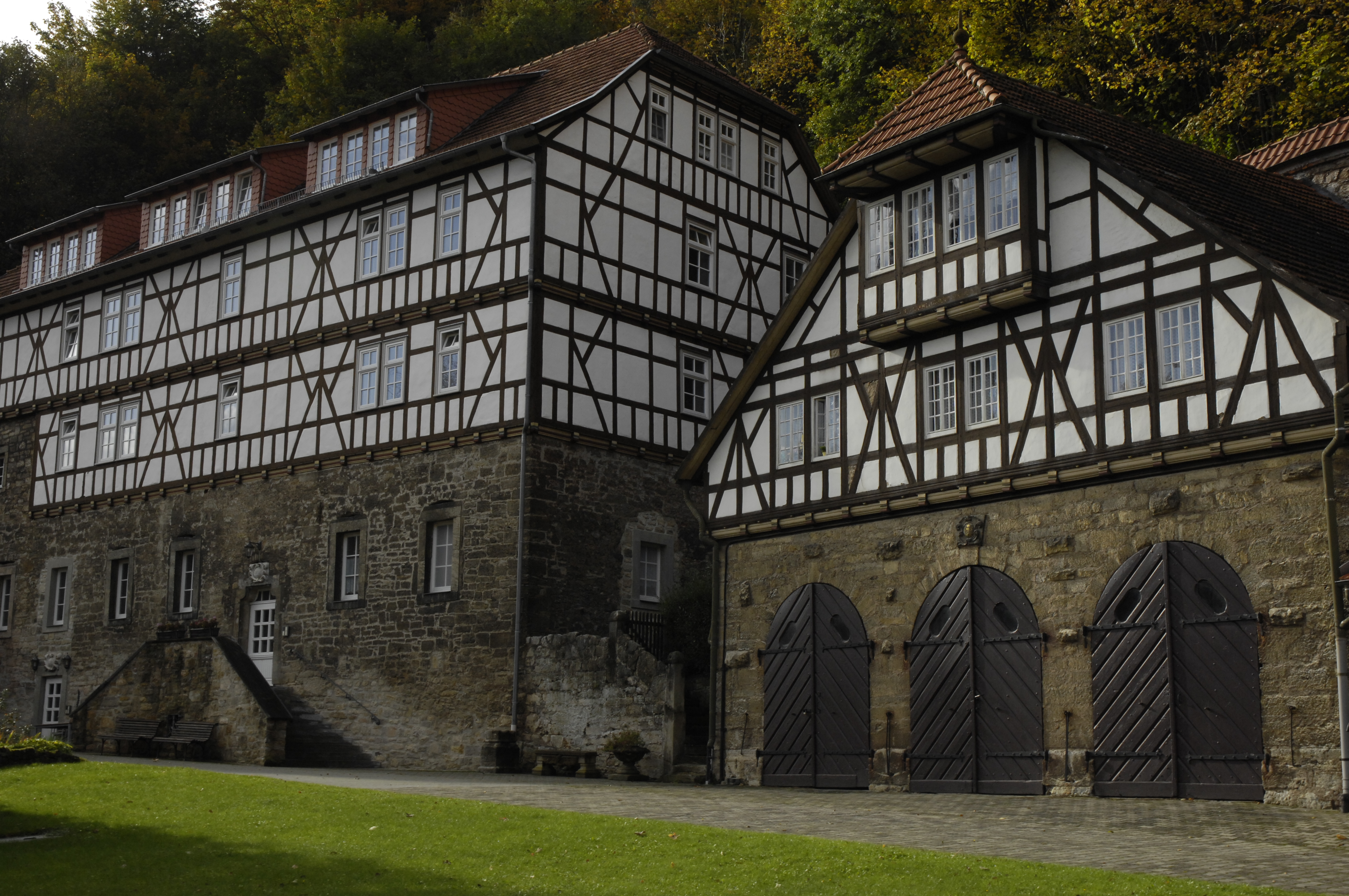
Kloster Zella, restauriertes Speicherhaus – heute Altengerechte Wohnungen – und das sog. Kückenhaus mit Pilgerherberge

### Gründung
Das Gründungsdatum des am Südrand des Eichsfeldes vom Orden der Benediktiner gegründeten Klosters ist unbekannt. Angenommen wird eine Gründung um 1100 als Doppelkloster (Männer und Frauen). Die ältesten Belege aus dem Jahre 1215 erwähnen aber nur ein Frauenkloster. 1649 wurden bei einem Brand des Zellschen Freihofes in Mühlhausen, wohin während des Dreißigjährigen Krieges etliche Nonnen mit dem Klosterschatz und den Archivalien geflüchtet waren, alle Urkunden des Klosters vernichtet. Das Kloster besaß einen großen Güterbesitz zwischen Treffurt, Mühlhausen und Dingelstädt. So verkaufte etwa Ritter Heinrich von Treffurt am 15. September 1273 sein Dorf Strut, ein Reichsgut, für 24 Mark Silber an das Benediktinerinnen-Kloster Zella.

### Plünderung und Zerstörung im Jahr 1525
Zum Kloster gehörten die Orte Struth und Effelder unmittelbar. Im Frühjahr 1525 nutzten die leibeigenen Bauern des Klosters die Verwirrung und Schwäche, um mit dem Kloster alte Rechnungen zu begleichen. Am 26. April 1525 wurde das Kloster erstürmt und Wertsachen sowie Vorräte erbeutet. Tage oder Wochen nach der Niederlage in der Schlacht bei Frankenhausen wurde das Kloster erneut überfallen. Die Aufständischen legten im Gebäudekomplex Brände, wodurch das Kloster unbewohnbar wurde. Später klagte man in langwierigen Prozessen gegen die Bewohner der Klosterdörfer und die Reichsstadt Mühlhausen Schadenersatz ein, da vor allem letztere durch ihre Unterstützung der Bauern die Unruhen erst ermöglicht habe.
Seit der Reformation bestand eine enge Bindung von Kloster Zella an das im Nordeichsfeld gelegene Kloster Gerode. Dieses stellte auch die Zellaer Pröpste.

### Wiederaufbau und nochmalige Zerstörung im 17. Jahrhundert
Die Jesuiten haben dann nach der Reformation im Eichsfeld wieder den katholischen Glauben durchgesetzt. Hier fiel der Besitz des Klosters nicht an den Landesfürsten und stand beim Wiederaufleben des Klosterlebens 1588 zur Verfügung. Allerdings wurde das Kloster dem Gerichtsbezirk des Amtes Gleichenstein eingegliedert, was dessen Unabhängigkeit einschränkte. Ein Großteil des heutigen Gebäudebestandes stammt aus der ersten Wiederaufbauphase 1603 und einer zweiten Bauphase nach den Zerstörungen des Dreißigjährigen Krieges.

### Auflösung des Klosters 1810 und nachfolgende Besitzverhältnisse
Mit dem Reichsdeputationshauptschluss von 1803 wurde das Ende des Klosters eingeleitet. 1810 wurde das Kloster Zella, in dem 22 Nonnen lebten, per Dekret der preußischen Regierung endgültig aufgelöst und in Privatbesitz überführt:
- 1810–1842: Heinrich Wilhelm Röbeling, Mitbesitzer wurden seine Enkel Adam und Wilhelm Lutteroth. Er unterband ab 1837 zunehmend die Wallfahrt auf den Annaberg – dieses war nun ein zum Klostergut gehöriges Vorwerk, was in den katholischen Umlandgemeinden zu großem Unmut führte.
- 1842–1869: Emil Lutteroth mit Sohn Wilhelm Lutteroth. Die Lutteroths hatten sich in den umliegenden Orten zahlreiche Feinde gemacht, weil sie ihre wirtschaftliche Vorrangstellung unbarmherzig und rabiat ausnutzten. Im März 1848 erhoben sich deshalb zahlreiche Kleinbauern und Tagelöhner, stürmten das Klostergut, um sich ihrer Schulden und Abgabenlasten mit Gewalt zu entledigen. Zeitgleich geschah dies auch an anderen Orten in Westthüringen (vgl. auch Mihla: Graues Schloss). Im Fall des Klosters Zella endet die Erhebung mit Verhaftungen und Aburteilung der Kleinbauern und Tagelöhner.[3]
- 1869–1888: Kaufmann Rudolf Weiss aus Bad Langensalza.
- 1888–1932: Generalleutnant Rudolf von Fries aus Saarbrücken, ein Neffe des Vorbesitzers. Er richtete am Waldrand ein Erbbegräbnis ein und ließ 1907 mehrere Gutsgebäude und das Kirchendach erneuern, die 1906 bei einem Brand beschädigt worden waren.
- 1932–1945: Rittmeister Helmut von Fries. Er war der Sohn des Vorbesitzers und Kunstsammler. Die von ihm erworbenen Antiquitäten wurden in der Klosterkirche als Sammlung präsentiert und von den Amerikanern (?) bei Kriegsende geraubt.[4]
- 1945–1946: wurde das Gut zunächst beschlagnahmt, 1946 wurden bei der Bodenreform der Klosterwald und die Ländereien an Neubauern verteilt, ebenso das Vorwerk Annaberg.
- 1947–1948: Übertragung der Klostergebäude an die evangelische Landeskirche der Provinz Sachsen (EKKPS). Vorgesehen war die Einrichtung eines Altersheimes. Dieses wurde durch erste Umbaumaßnahmen vorbereitet.
- seit 1948: Evangelische Heimstätte; Alters- und Pflegeheim im Diakonischen Werk der Ev. Kirchenprovinz Sachsen (ab 2011: Evangelische Kirche in Mitteldeutschland; EKM).[5]

## Überlieferte Amtsträger und Belegungszahlen
Die folgenden Daten basieren auf einem als Totenbuch von Kloster Zella überlieferten Register.
Aus der gleichen Unterlage konnte auf eine Standardbelegung dieses Klosters mit 20 bis 25 Nonnen gefolgert werden.

### Liste der Äbtissinnen
- (1539–1558) Barbara Jakobs
- (1563–1571) Anna von Reckerodt
- (1572–1630) Christina Hug
- (1630–1636) Katharina Nebeling
- (1637–1679) Dorothea Schmidt
- (1679–1724) Maria Hagemann
- (1725–1757) Martha Franziska Hartmann
- (1757–1790) Justina Drössler
- (1790–1810) Justina Wippermann.

### Liste der Pröpste, die aus dem Kloster Gerode stammen
- (1643–1658)  P. Matthias Gries
- (1682–1704)  P. Bonifatius Wachtel
- (1705–1714)  P. Odo Thüne
- (1722–1744)  P. Hieronymus Weiss
- (1744–1748)  P. Antonius Wüstefeld
- (1748–1762)  P. Odo Wegerich
- (1762–1773)  P. Bonifatius Kesting
- (1777–1804)  P. Joseph Klapproth

Evangelische Pfarrer in Kloster Zella ab 1949: Pfr. Rolf Bernhard 1949–1958, Pfr. Siegfried Holzhausen 1958–1990, Sup. Johannes Liesenberg 1990–1994, Pfr. Dr. Thomas Eggert 1995–2000, Pfr. Martin Danz 2001–2005, Pfr. Dirk Vogel 2006–2014, Pfr. Matthias Hemmann 2014–